# Millyard Viper V10

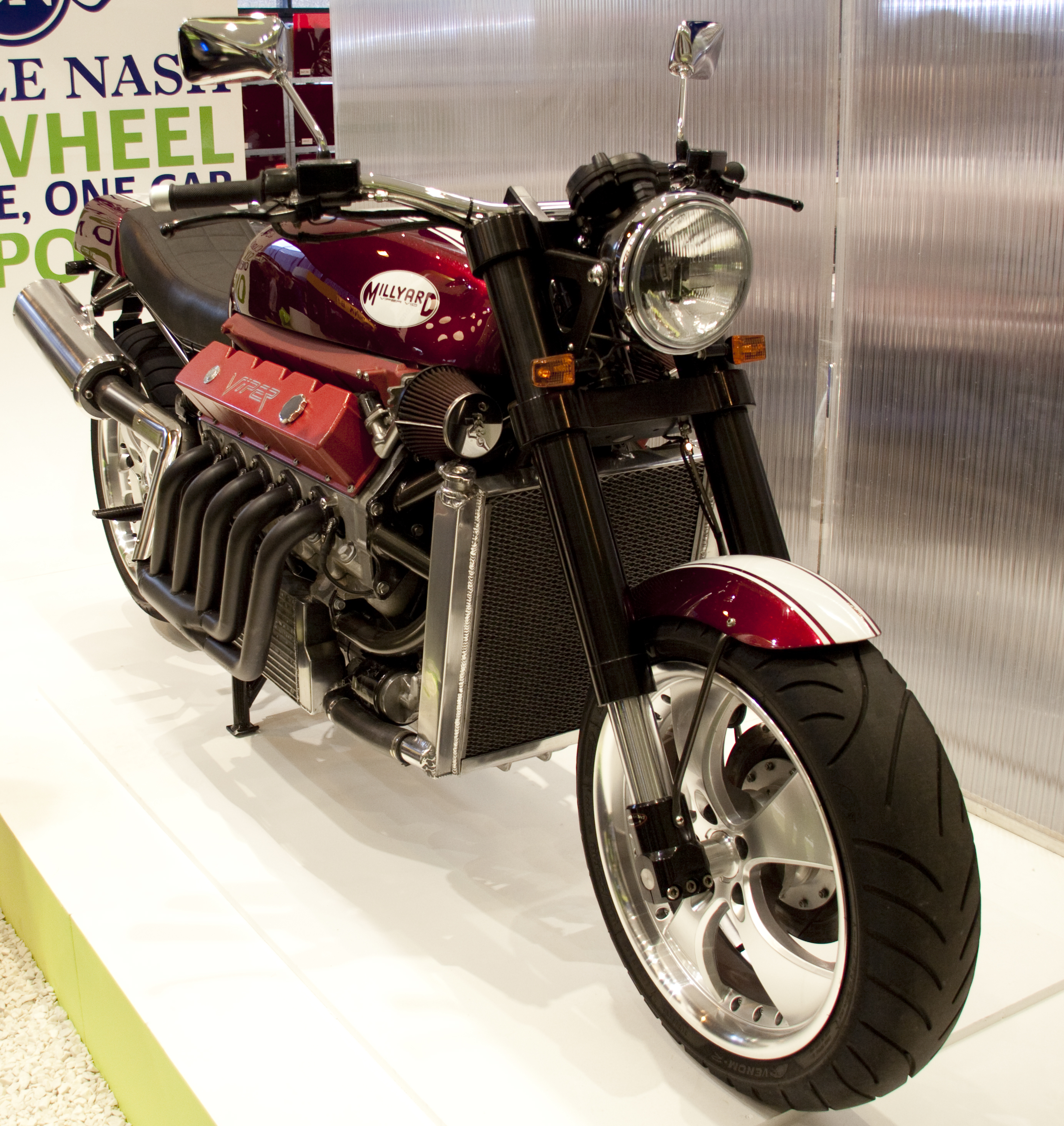
Vue avant de la création Millyard autour du moteur Dodge en.

La Millyard Viper V10 est une moto construite par l'ingénieur anglais Allen Millyard. Elle est animée par le moteur V10 de 8 L de la Dodge Viper et développe environ 500 ch ; le couple maximal vaut 712 N m. Le véhicule, non caréné, pèse 630 kg tous pleins faits et est équipé de roues de 20 pouces (pneu de 190 à l'avant et 280 à l'arrière).
Moto d'exception, la Viper V10 n'en est pas moins homologuée dans certains pays. Millyard avait prévu, en 2009, d'en fabriquer une dizaine d'exemplaires.